# Torneio Rio-São Paulo 1958
Das Torneio Rio-São Paulo 1958 war die zehnte Austragung des Torneio Rio-São Paulo, eines Fußballpokalwettbewerbs in Brasilien. Er wurde vom 26. Februar bis 6. April 1958 ausgetragen. Der offizielle Name des Turniers war Torneio Roberto Gomes Pedrosa.

## Modus
Alle Klubs traten nur einmal gegeneinander an. Der punktbeste Klub wurde Turniersieger.

## Teilnehmer
| Teilnehmer Rio de Janeiro | Teilnehmer São Paulo               |
| ------------------------- | ---------------------------------- |
| America FC (RJ)           | SC Corinthians                     |
| Botafogo FR               | SE Palmeiras                       |
| CR Flamengo               | Associação Portuguesa de Desportos |
| Fluminense FC             | FC Santos                          |
| CR Vasco da Gama          | FC São Paulo                       |

## Tabelle
| Pl. | Verein                             | Sp. | S | U | N | Tore    | Diff. | Punkte |
| --- | ---------------------------------- | --- | - | - | - | ------- | ----- | ------ |
| 1.  | CR Vasco da Gama                   | 9   | 7 | 1 | 1 | 026:120 | +14   | 15     |
| 2.  | CR Flamengo                        | 9   | 6 | 1 | 2 | 024:150 | +9    | 13     |
| 3.  | SC Corinthians                     | 9   | 4 | 3 | 2 | 014:110 | +3    | 11     |
| 4.  | FC São Paulo                       | 9   | 4 | 2 | 3 | 028:190 | +9    | 10     |
| 5.  | Botafogo FR                        | 9   | 3 | 2 | 4 | 021:250 | −4    | 08     |
| 6.  | Fluminense FC                      | 9   | 3 | 2 | 4 | 010:160 | −6    | 08     |
| 7.  | FC Santos                          | 9   | 3 | 1 | 5 | 024:240 | ±0    | 07     |
| 8.  | SE Palmeiras                       | 9   | 3 | 0 | 6 | 022:280 | −6    | 06     |
| 9.  | America FC (RJ)                    | 9   | 3 | 0 | 6 | 015:250 | −10   | 06     |
| 10. | Associação Portuguesa de Desportos | 9   | 2 | 2 | 5 | 013:220 | −9    | 06     |

## Kreuztabelle
| 1958        | America | Botafogo | SC Corinthians | Flamengo | Fluminense | Palmeiras | Portuguesa | Santos | São Paulo | Vasco |
| ----------- | ------- | -------- | -------------- | -------- | ---------- | --------- | ---------- | ------ | --------- | ----- |
| America     | –       |          |                | 3:2      |            |           | 2:1        | 3:5    |           |       |
| Botafogo    | 7:3     | –        | 3:2            |          | 1:1        | 3:2       |            |        | 2:5       |       |
| Corinthians | 2:1     |          | –              | 3:0      |            | 2:1       | 0:0        | 2:1    | 1:1       | 1:3   |
| Flamengo    |         | 4:0      |                | –        | 1:0        | 6:2       | 4:2        |        |           |       |
| Fluminense  | 3:1     |          | 1:1            | 2:1      | –          |           |            |        | 2:1       |       |
| Palmeiras   | 0:2     |          |                |          |            | –         | 3:0        |        |           | 4:2   |
| Portuguesa  |         | 2:1      |                |          | 0:1        |           | –          | 3:2    |           | 1:5   |
| Santos      |         | 1:1      |                | 2:3      | 3:0        | 7:6       |            | –      |           |       |
| São Paulo   | 4:0     |          |                | 2:3      |            | 5:2       | 4:4        | 4:2    | –         |       |
| Vasco       | 1:0     | 4:2      |                | 1:1      | 6:1        |           |            | 1:0    | 3:2       | –     |

## Die Meistermannschaft
| 1. Titel | CR Vasco da Gama |
|          | - Tor: Miguel - Abwehr: Orlando Peçanha, Hilderaldo Bellini, Paulinho, Dario Damasceno, Coronel, Jorge Ortunho, Brito - Mittelfeld: Rubens, Pinga, Silvio Parodi, Roberto Pinto, Écio Capovilla, Laerte, Sabará, Teotônio - Angriff: Juan Cañete, Pacotti, Roberto Peniche, Vavá, Almir Pernambuquinho, Delém, Livinho, Frederico Ramos - Trainer: Gradim |

## Torschützenliste
| Pl. | Nat.        | Spieler              | Klub             | Tore |
| --- | ----------- | -------------------- | ---------------- | ---- |
| 1   | Brasilianer | Gino Orlando         | FC São Paulo     | 12   |
| 2   | Brasilianer | Mazzola              | SE Palmeiras     | 11   |
|     | Brasilianer | Vavá                 | CR Vasco da Gama | 11   |
| 4   | Brasilianer | Henrique Frade       | CR Flamengo      | 9    |
| 5   | Brasilianer | Almir Pernambuquinho | CR Vasco da Gama | 8    |
|     | Brasilianer | Pelé                 | FC Santos        | 8    |
|     | Brasilianer | Pepe                 | FC Santos        | 8    |